# Geiselhöring
Geiselhöring település Németországban, azon belül Bajorországban. Lakosainak száma 7093 fő (2023. december 31.).

## Népesség
A település népessége az elmúlt években az alábbi módon változott:
| Lakosok száma | 2147 | 3434 | 3276 | 5765 | 6858 | 6975 | 6900 | 6890 | 6930 | 7093 |
|               | 1875 | 1950 | 1975 | 1987 | 2012 | 2014 | 2016 | 2017 | 2021 | 2023 |